# Là-haut (roman, 1981)
Pour les articles homonymes, voir Là-haut.
Là-haut est un roman de Pierre Schoendoerffer paru en 1981 aux éditions Grasset. L'auteur a adapté son roman en 2004 dans son film Là-haut, un roi au-dessus des nuages.

## Résumé
Henri Lanvern a disparu. Le cinéaste, alors qu'il tourne un film en Thaïlande, annonce soudainement à son équipe qu'il part à la recherche de son ami Cao Ba Ky connu lors de la guerre d'Indochine. Nul ne l'a revu depuis. Une journaliste décide de mener l'enquête et va successivement rencontrer le producteur, le colonel du SDECE, le monteur, l'acteur principal et le prêtre breton qui connut Lanvern dans sa jeunesse.

## Éditions
- Là-haut, Paris, Grasset, 1981, 349 p.  (ISBN 2-246-21291-X)